# Beitar Jerusalén
El Club de Fútbol Beitar Jerusalén (en hebreo: מועדון כדורגל בית"ר ירושלים‎; Moadon Kaduregel Beitar Yerushalayim) es un club de fútbol israelí, de la ciudad de Jerusalén. Fue fundado en 1936 y juega en la Ligat ha'Al, máxima división del fútbol profesional israelí. A pesar de ser el equipo más popular de Israel, es también el equipo con menos títulos de los cuatro equipos grandes del país: seis Ligas, siete Copas y tres Copas Toto. Mantiene rivalidad con los otros tres equipos grandes: Maccabi Haifa, Hapoel Tel Aviv y Maccabi Tel Aviv. Los partidos contra el Hapoel son considerados de alto riesgo al representar ambos conjuntos dos corrientes políticas opuestas: el Hapoel a la política de izquierda y/o socialista, y el Beitar a la de derecha y/o conservadora. Los hooligans ultras del club, conocidos como La Familia, han protagonizado numerosos incidentes violentos, en ocasiones junto con militantes del partido ultraderechista Lehava.

## Historia
El club fue fundado en 1936 por los jerosolimitanos David Horn y Shmuel Kirschstein. Horn era el jefe de la rama local del Betar, movimiento juvenil sionista revisionista con el cual, junto al partido Likud y otras organizaciones de derecha. Hasta el día de hoy, los aficionados del equipo son identificados con ideología de derecha.

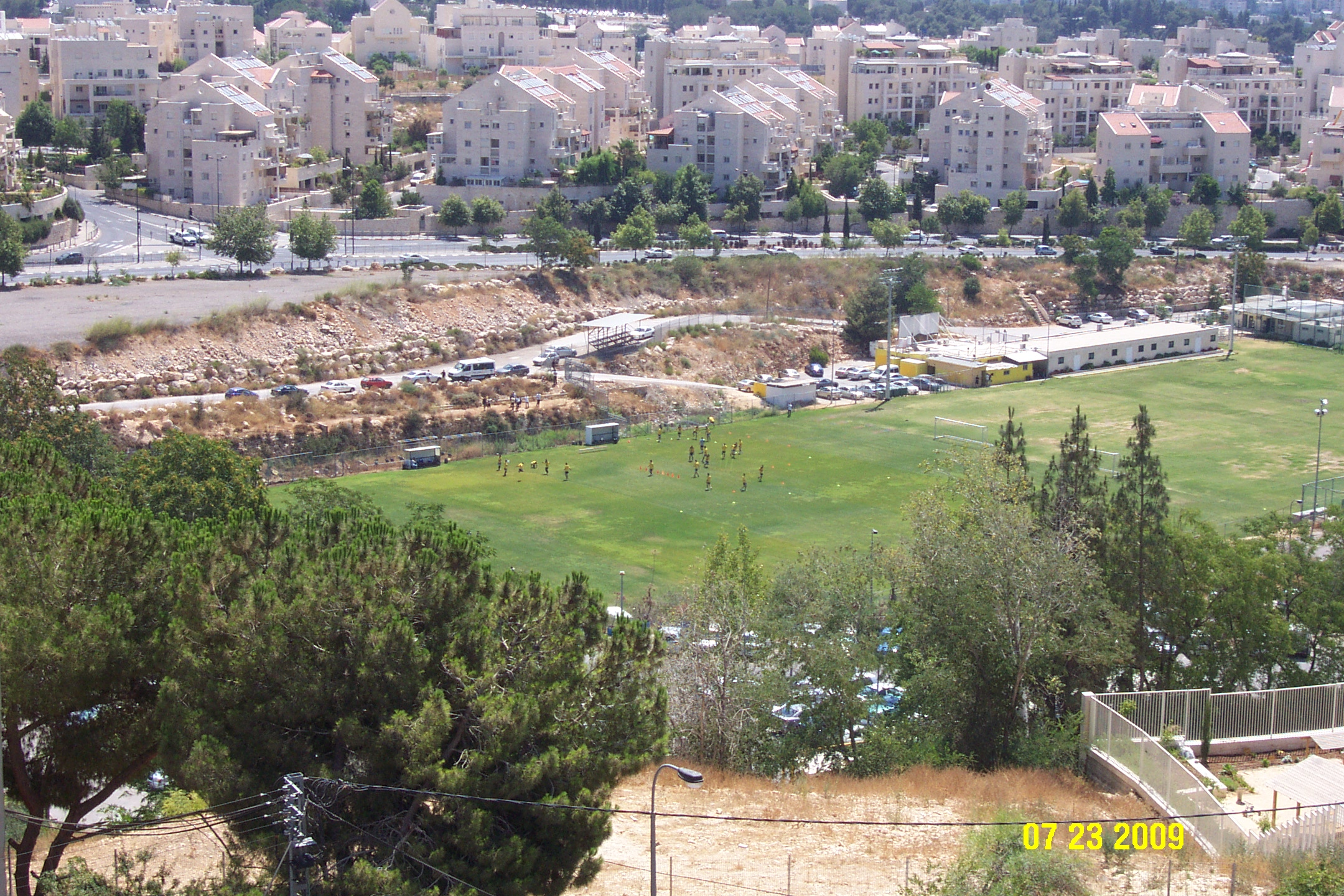
El campo de entrenamiento del Beitar Jerusalem localizado entre las localidades de Beit Hakerem y Bayit Vegan

En la década de 1940, muchos de los jugadores del club, que también eran miembros de organizaciones clandestinas opuestas al control británico sobre Palestina, como el Irgún, fueron arrestados por las autoridades junto a varios líderes rebeldes y exiliados a Eritrea, donde dieron vida al Beitar Eritrea. Simultáneamente, en Jerusalén, el club era renombrado por David Horn como Nordia Jerusalén, para negar de esa forma cualquier lazo con el Irgún. Los jugadores exiliados en África regresaron en 1948, tras la declaración de independencia del Estado de Israel.[cita requerida]
Tras varios años de deambular por las divisiones inferiores, el Beitar logró por primera vez el ascenso a la máxima categoría en la temporada 1967/68.[cita requerida]
El club ganó la liga por primera vez en 1987, de la mano del entrenador Dror Kashtan y de jugadores como Yossi Mizrahi, Uri Malmilian y Eli Ohana, fichado en la postemporada por el Malinas de Bélgica.
El equipo descendió a la segunda división del fútbol israelí, llamada en ese entonces Liga Artzit, en la temporada 1990/91, pero volvió a la máxima categoría al año siguiente. Dror Kashtan fue contratado nuevamente de cara a la campaña 1992/93, y superó ampliamente las expectativas al darle al Beitar su segundo título de liga. El club se coronó campeón nuevamente en 1997, esta vez al mando de Eli Cohen, y en 1998, otra vez dirigido por Kashtan, quien de esa manera obtuvo su tercer título de liga al frente del conjunto aurinegro.
En agosto de 2005, el club fue adquirido por el multimillonario de origen ruso Arcadi Gaydamak, quien en un inicio causó polémica al donar US$400.000 al Bnei Sakhnin F.C..
Bajo la gestión de Gaidamak, el club se posicionó como el de mayor presupuesto en la liga israelí. La llegada de nuevos jugadores como Derek Boateng, Michael Zandberg o Shimon Gershon, este último proveniente de los archirrivales del Hapoel Tel Aviv, fue un factor importante en la consecución del quinto título de liga del club, en la temporada 2006/07.
En mayo del año 2018, el club anunció la decisión de cambiar oficialmente su nombre, añadiendo la palabra "Trump" en honor a la "decisión valiente" del presidente estadounidense Donald Trump que, según el club, "reconoció Jerusalén como la eterna capital de Israel". Sin embargo, dos años después todavía no se había materializado el cambio en el nombre oficial del club.
En 2019 llega un nuevo dueño al equipo, el empresario israelí Moshe Hogeg. Sus resultados son inmediatos ganando en la temporada 2019-20 la Copa Toto, luego de 10 años de haber ganado su último título.

## Afición
El Beitar es el equipo más popular de Israel. La mayor parte de sus seguidores son personas de origen sefardí y de bajos ingresos. Ehud Olmert, Benjamín Netanyahu, Reuven Rivlin y altos cargos del partido derechista Likud son aficionados del Beitar Jerusalén.

### Controversias
Entre los aficionados más conocidos del Beitar Jerusalén se encuentra un grupo llamado La Familia. Esta hinchada es famosa por su odio hacia los árabes y por enorgullecerse del hecho que el Beitar Jerusalén es el único equipo de la liga israelí que nunca ha tenido jugadores árabes entre sus filas, aunque sí ha tenido jugadores musulmanes con los que tampoco simpatizan. Esos ultras entonan cánticos racistas dentro y fuera del estadio como "Muerte a los árabes" o "Mahoma es homosexual". En 2007, aficionados del Beitar Jerusalén abuchearon y profirieron insultos durante el minuto de silencio por Isaac Rabin, primer ministro israelí asesinado por un ultranacionalista judío, coreando el nombre de su asesino, Yigal Amir.

El jugador nigeriano Ndala Ibrahim, musulmán, estuvo en el equipo cedido por el Maccabi Tel Aviv en 2005, pero después de jugar cuatro partidos tuvo que dejar el equipo por el acoso al que le sometían los aficionados. En 2013 el equipo firmó a dos jugadores chechenos y musulmanes, Zaur Sadayev y Dzhabrail Kadiyev, y numerosos aficionados reaccionaron con cánticos racistas y una pancarta que decía "Beitar-Siempre Puro" en un partido jugado el día de la firma. El 8 de febrero de 2013, dos aficionados prendieron fuego a las oficinas del club como represalia por los fichajes. El 3 de marzo de este mismo año, cuando Sadayev anotó su primer gol con el equipo, 300 aficionados de La Familia abandonaron el estadio en señal de desprecio. El documental "Forever Pure" ("Siempre puro"), ganador de un premio Emmy de noticias y documentales, narra los controvertidos eventos de la temporada 2012-2013. El capitán del equipo en ese momento, Aviram Baruchyan, tuvo que retractarse y pedir perdón a la afición luego de decir que deseaba ver a un árabe vestir la camiseta del Beitar. La directora del documental y parte de su familia tuvieron que permanecer durante un tiempo en paradero desconocido debido a las amenazas recibidas por la publicación del mismo. 

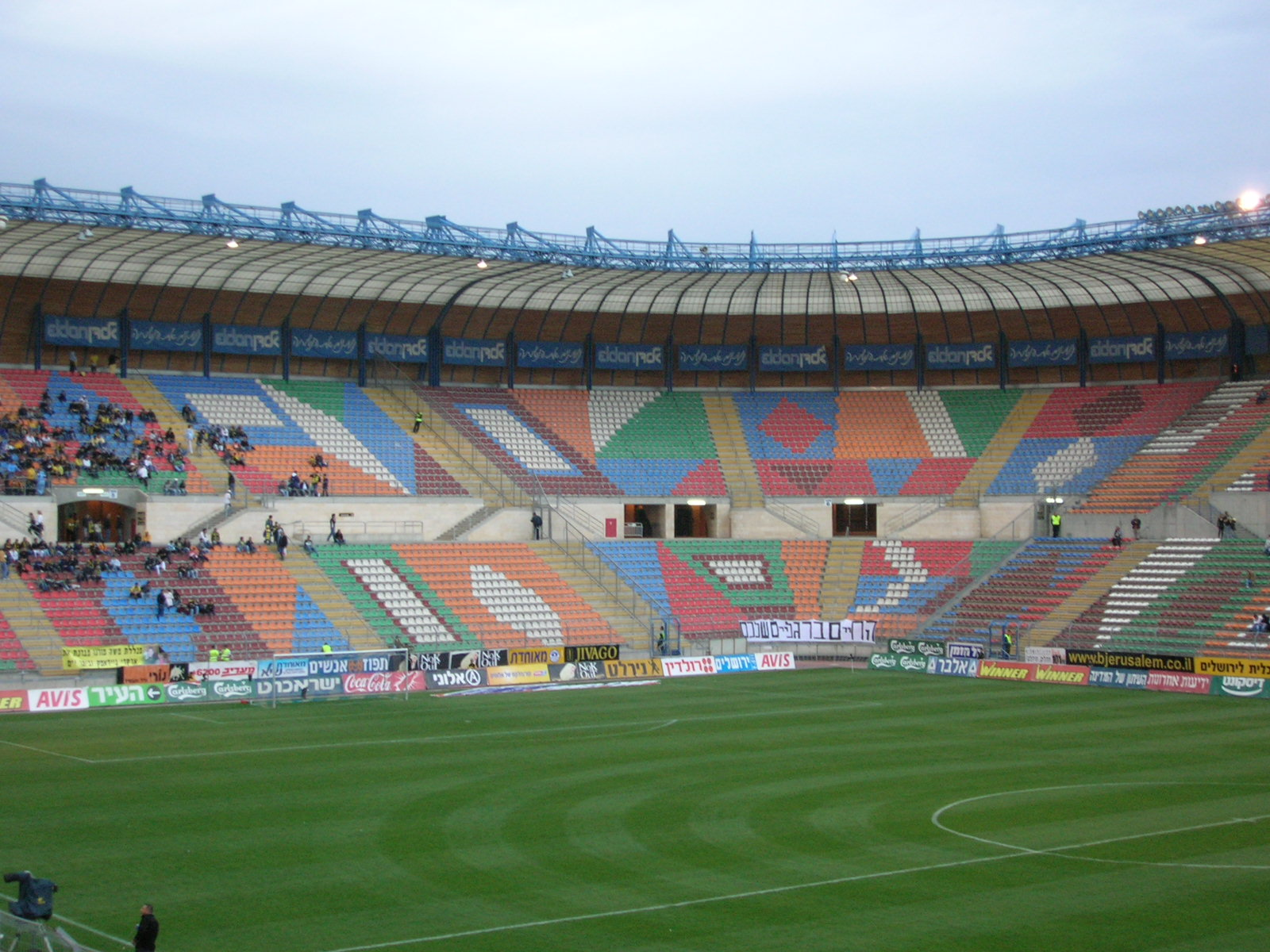
El Estadio Teddy Kollek.

Debido a estos episodios de racismo, algunos accionistas y seguidores del club se escindieron del equipo y conformaron el Beitar Nordia Jerusalem en 2014. Sin embargo, en agosto de 2019 el Beitar fue comprado por el empresario israelí Moshe Hogeg, quien cansado de los escándalos generados por La Familia y su racismo, se propuso diezmar a esta hinchada amenazando con individualizar y demandar a cada aficionado que entone cánticos racistas dentro del estadio por un millón de dólares. Un propósito que ha dado resultados pese a ciertos amagues de algunos radicales, e incluso el número de aficionados de La Familia se ha visto mermado en el estadio durante la presidencia de Hogeg.
En 2018, el dueño del club —Eli Tabib— quiso cambiar el nombre del club por el de Beitar Trump Jerusalén para homenajear al expresidente estadounidense Donald Trump. A finales del año 2020, la compra del 50% de las acciones del club por parte del jeque emiratí Hamad bin Khalifa al Nahyan supuso un problema para una parte de la afición del Beitar Jerusalén. En la primera sesión de entrenamiento después de la compra, miembros de La Familia entonaron cánticos despectivos hacia el nuevo propietario del club, y realizaron grafitis antiárabes en los muros del estadio. Los aficionados del Beitar Jerusalén han ido acumulando incidentes violentos a lo largo de los años. A finales de mayo de 2025, unos veinte aficionados golpearon violentamente a dos conductores de autobús palestinos tras constatar su nacionalidad.

## Uniforme
- Uniforme titular: Camiseta amarilla con franjas negras, pantalón negro, medias negras.
- Uniforme alternativo: Camiseta blanca, pantalón negro, medias negras.

## Jugadores

### Plantilla actual
.

### Ventas a equipos europeos
| Nombre           | Año  | El club                  |
| ---------------- | ---- | ------------------------ |
| Eli Ohana        | 1987 | KV Mechelen              |
| Bonni Ginzburg   | 1991 | Rangers                  |
| Ronen Harazi     | 1996 | Sunderland               |
| Itzik Zohar      | 1997 | Crystal Palace           |
| Ronen Harazi     | 1997 | Salamanca                |
| David Amsalem    | 1998 | Crystal Palace           |
| István Pisont    | 1998 | Eintracht Frankfurt      |
| Jan Talesnikov   | 1999 | Dundee United            |
| Jérôme Leroy     | 2006 | Sochaux                  |
| Igor Mitreski    | 2006 | Energie Cottbus          |
| Joeano Pinto     | 2007 | Académica                |
| Nir Mansour      | 2008 | Real Madrid              |
| Barak Itzhaki    | 2008 | Genk                     |
| Gal Alberman     | 2008 | Borussia Mönchengladbach |
| Derek Boateng    | 2009 | FC Colonia               |
| Eitan Tibi       | 2010 | RSC Charleroi            |
| Darío Fernández  | 2011 | Alki Larnaca             |
| Aviram Baruchyan | 2012 | Polonia Varsovia         |
| Avi Rikan        | 2013 | FC Zürich                |
| Osa Guobadia     | 2014 | Balzan Youths            |
| Omer Atzili      | 2017 | Granada                  |
| Marcel Heister   | 2018 | Ferencváros              |

## Palmarés

### Torneos nacionales
- Ligat ha'Al (6): 1986-87, 1992-93, 1996-97, 1997-98, 2006-07, 2007-08.
- Copa de Israel (8): 1975-76, 1978-79, 1984-85, 1985-86, 1988-89, 2007-08, 2008-09, 2022-23.
- Copa Toto (3): 1997-98, 2009-10, 2019-20.
- Supercopa de Israel (2): 1976, 1986.

## Participación en competiciones de la UEFA
| Temporada | Torneo                 | Ronda              | Club                | Casa         | Visita | Global   |  |
| --------- | ---------------------- | ------------------ | ------------------- | ------------ | ------ | -------- |  |
| 1993–94   | UEFA Champions League  | Preliminar         | FC Zimbru Chişinău  | 2–0          | 1–1    | 3–1      |  |
| 1993–94   | UEFA Champions League  | 1                  | Lech Poznań         | 2–4          | 0–3    | 2–7      |  |
| 1995      | UEFA Intertoto Cup     | Grupo 10           | Charleroi           | 0–1          | ---    | 5º Lugar |  |
| 1995      | UEFA Intertoto Cup     | Grupo 10           | Bursaspor           | ---          | 0–2    | 5º Lugar |  |
| 1995      | UEFA Intertoto Cup     | Grupo 10           | MFK Košice          | 3–5          | ---    | 5º Lugar |  |
| 1995      | UEFA Intertoto Cup     | Grupo 10           | Wimbledon F.C.      | ---          | 0–0    | 5º Lugar |  |
| 1996–97   | UEFA Cup               | Preliminar         | Floriana F.C.       | 3–1          | 5–1    | 8–2      |  |
| 1996–97   | UEFA Cup               | Clasificatoria     | FK Bodø/Glimt       | 1–5          | 1–2    | 2–7      |  |
| 1997–98   | UEFA Champions League  | 1.ª Clasificatoria | FK Sileks           | 3–0          | 0–1    | 3–1      |  |
| 1997–98   | UEFA Champions League  | 2.ª Clasificatoria | Sporting CP         | 0–0          | 0–3    | 0–3      |  |
| 1997–98   | UEFA Cup               | 1                  | Club Brugge KV      | 2–1          | 0–3    | 2–4      |  |
| 1998–99   | UEFA Champions League  | 1.ª Clasificatoria | B36 Tórshavn        | 4–1          | 1–0    | 5–1      |  |
| 1998–99   | UEFA Champions League  | 2.ª Clasificatoria | Benfica             | 4–2          | 0–6    | 4–8      |  |
| 1998–99   | UEFA Cup               | 1                  | Rangers F.C.        | 1–1          | 2–4    | 3–5      |  |
| 2000–01   | UEFA Cup               | Clasificatoria     | FC WIT Georgia      | 1–1          | 3–0    | 4–1      |  |
| 2000–01   | UEFA Cup               | 1                  | PAOK FC             | 3–3          | 1–3    | 4–6      |  |
| 2005      | UEFA Intertoto Cup     | 1                  | FK Sileks           | 4–3          | 2–1    | 6–4      |  |
| 2005      | UEFA Intertoto Cup     | 2                  | FC Slovan Liberec   | 1–2          | 1–5    | 2–7      |  |
| 2006–07   | UEFA Cup               | 2ª Clasificatoria  | FC Dinamo București | 1–1          | 0–1    | 1–2      |  |
| 2007–08   | UEFA Champions League  | 2ª Clasificatoria  | F.C. Copenhagen     | 1–1 (a.e.t.) | 0–1    | 1–2      |  |
| 2008–09   | UEFA Champions League  | 2ª Clasificatoria  | Wisła Kraków        | 2–1          | 0–5    | 2–6      |  |
| 2015–16   | UEFA Europa League     | 1.ª Clasificatoria | FC Ordabasy         | 2–1          | 0–0    | 2–1      |  |
| 2015–16   | UEFA Europa League     | 2.ª Clasificatoria | Charleroi SC        | 1–4          | 1–5    | 2–9      |  |
| 2016–17   | UEFA Europa League     | 1.ª Clasificatoria | FK Sloboda Tuzla    | 1–0          | 0–0    | 1–0      |  |
| 2016–17   | UEFA Europa League     | 2.ª Clasificatoria | AC Omonia           | 1–0          | 2–3    | 3–3 (a)  |  |
| 2016–17   | UEFA Europa League     | 3ª Clasificatoria  | FK Jelgava          | 3–0          | 1–1    | 4–1      |  |
| 2016–17   | UEFA Europa League     | Playoff            | AS Saint-Étienne    | 1–2          | 0–0    | 1–2      |  |
| 2017–18   | UEFA Europa League     | 1.ª Clasificatoria | Vasas SC            | 4–3          | 3–0    | 7–3      |  |
| 2017–18   | UEFA Europa League     | 2.ª Clasificatoria | PFC Botev Plovdiv   | 1–1          | 0–4    | 1–5      |  |
| 2018–19   | UEFA Europa League     | 1.ª Clasificatoria | Chikhura Sachkhere  | 1–2          | 0–0    | 1–2      |  |
| 2020–21   | UEFA Europa League     | 1.ª Clasificatoria | Teuta               |              | 0−2    |          |  |
| 2023-24   | UEFA Conference League | 2.ª Clasificatoria | PAOK                | 1-4          | 0−0    | 1-4      |  |